# Partie polityczne Australii
Partie polityczne Australii reprezentowane obecnie w Australijskim parlamencie:
- Australijska Partia Pracy
- Liberalna Partia Australii
- Narodowa Partia Australii
- Agrarystyczna Partia Liberalna
- Australijscy Zieloni

Partie poza Australijskim Parlamentem:
- Partia Najpierw Rodzina
- Australijscy Demokraci
- Partia Jednego Narodu
- Chrześcijańska Partia Demokratyczna (Australia)
- Związek Socjalistyczny